# Österbottens artilleriregemente

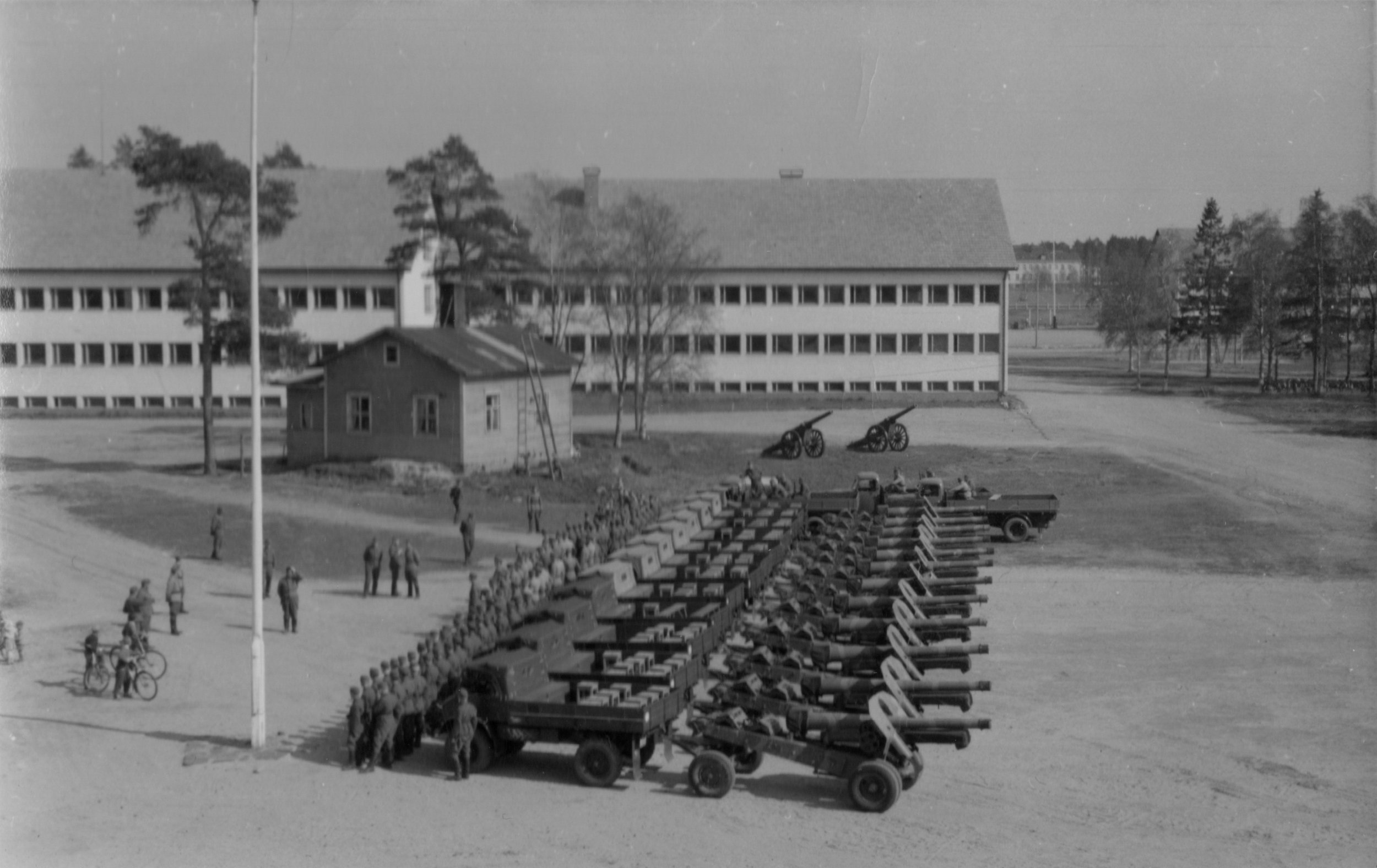
Österbottens artilleriregemente vid Uleåborgs garnison, våren 1960.

Österbottens artilleriregemente (ÖSTAR) eller Pohjanmaan tykistörykmentti (PohmTR) var ett artilleriregemente inom finländska armén som verkade i olika former åren 1953–1998. Förbandsledningen var förlagd i Uleåborgs garnison i Uleåborg.

## Historik
Österbottens artilleriregemente bildades den 1 januari 1957. Regementet härstammar dock från II-batteriet vid 1. fältartilleriregementet. Den 13 mars 1997 publicerades en försvarspolitisk rapport, vilket låg till grund för att Österbottens artilleriregemente skulle avvecklas. Den 30 september 1998 upplöstes Österbottens artilleriregemente och merparten av personalen överfördes till Kajanalands brigad och Karelska brigaden, där endast ett mindre antal av personalen stannade kvar i Sodankylä.

## Förläggningar och övningsplatser
Regementets förläggning i Uleåborg var dock inte färdigställd. Utan först den 19 augusti 1959 kunde regementet påbörja sin verksamhet i Uleåborg. Åren 1981–1982 flyttades Österbottens artilleriregemente i två etapper till Sodankylä, där den samlokaliserades med Jägarbrigaden. Regementsstaben var bland de första delar som omlokaliserades, kvar i Uleåborg blev ett detachement fram till slutet av 1982.

## Förbandschefer
Förbandschefen tituleradess regementschef och hade åren 1953–1979 tjänstegraden överste, åren 1983–1998 tjänstegraden överstelöjtnant, med undantag av tiden 1 februari till 30 september 1998, då en major utgjorde tjänsteförrättande regementschef.

- 1953–1956: Överste Oskar Valdemar Mandel
- 1956–1958: Överste Reino Hirva
- 1958–1959: Överste Aimo Mattila
- 1959–1965: Överste Arvo Roininen
- 1965–1971: Överste Unto Mielonen
- 1971–1974: Överste Ilkka Holma
- 1974–1977: Överste Väinö Kangaspunta
- 1977–1979: Överste Kalevi Vallas
- 1979–1983: Överste Aimo Niemenkari
- 1983–1986: Överstelöjtnant Kyösti Kosonen
- 1986–1988: Överstelöjtnant Pekka Ekdahl
- 1988–1990: Överstelöjtnant Harry Sipiläinen
- 1990–1992: Överstelöjtnant Risto Mononen
- 1992–1995: Överstelöjtnant Kauko Kunnari
- 1995–1998: Överstelöjtnant Jyri Snicker
- 1998–1998: Major Mikko Ylisiurua [a]

## Namn, beteckning och förläggningsort
| II-batteriet/Fältartilleriregemente 1 | 1953-02-10 | – | 1956-12-31 |
| Österbottens artilleriregemente       | 1957-01-01 | – | 1998-09-30 |

| II. batt | 1953-02-10 | – | 1956-12-31 |
| ÖSTAR    | 1957-01-01 | – | 1998-09-30 |

| Niinisalo garnison (F) | 1953-02-10 | – | 1959-08-18 |
| Uleåborgs garnison (F) | 1959-08-19 | – | 1982-??-?? |
| Sodankylä garnison (F) | 1980-01-03 | – | 1998-09-30 |

### Översättningar
Den här artikeln är helt eller delvis baserad på material från finskspråkiga Wikipedia, Pohjanmaan tykistörykmentti, 14 maj 2023.